# Stanley (Tasmanien)
Stanley ist ein Ort westlich von Wynyard an der Nordwestküste von Tasmanien, einem Bundesstaat von Australien, der auf einer rund zehn Kilometer langen Halbinsel liegt. In Stanley wohnen etwa 470 Personen. Stanley liegt etwa eine Autostunde westlich von Burnie am Bass Highway.

## Geschichte

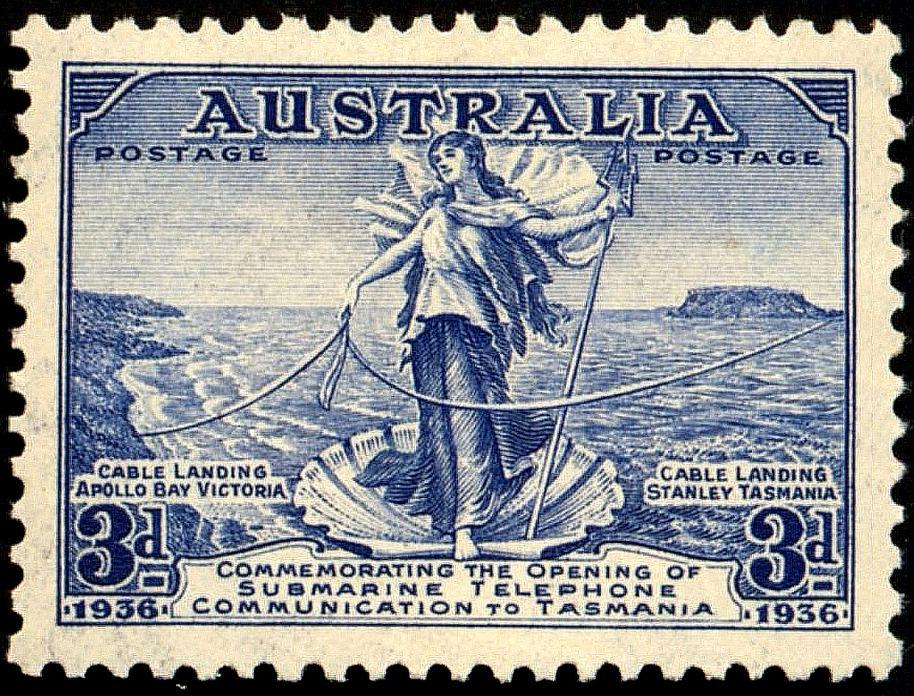
Briefmarke anlässlich der Kabellegung

Der Ort wurde 1825 von der Niederländischen Ostindien-Kompanie gegründet und nach Lord Stanley (1799–1869), dem Sekretär für Britische Kolonien und späteren dreimaligen Premierminister Großbritanniens benannt.
Der Hafen von Stanley wurde 1827 in Betrieb genommen und die erste Schule 1841. 1936 wurde von Stanley aus die erste Telefon- und Telegraphenleitung nach Australien in die Apollo Bay im Bundesstaat Victoria verlegt.

## Geographie

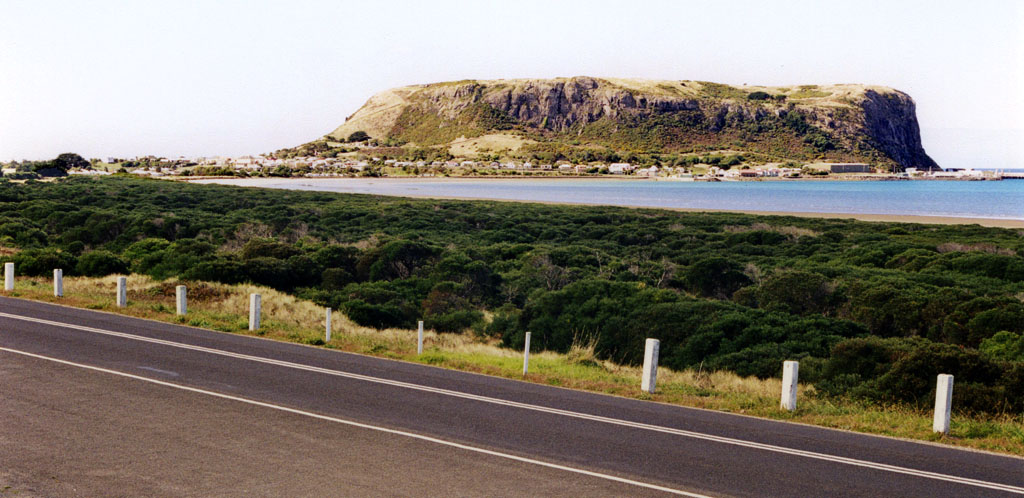
The Nut, Stanley

Das Erkennungszeichen von Stanley ist The Nut, eine freigewitterte erstarrte Magmakammer am östlichen Ende der Halbinsel, die den Entdeckern von Stanley – George Bass und Matthew Flinders – im Jahre 1798 den Weg wies. Diese Magmakammer, die auch geologisch Lakkolith genannt wird, ist 143 Meter hoch. Das Plateau kann man über steile Seiten erklimmen oder mit einem Sessellift hinauffahren. Der Charakter des Ortes zeichnet sich durch seine ursprüngliche Bebauung aus, zu der historische Führungen angeboten werden.
Die Strände bestehen aus Quarzsand. In der Umgebung von Stanley befindet sich beinahe unberührte Natur; im Süden gibt es einen temperaten Regenwald und die Wildnis kann erwandert oder durch eine Off-Road-Tour mit allradangetriebenen Fahrzeugen erfahren werden.

## Wirtschaft
Für den Ort bedeutsam ist die Fischerei und der Tourismus. Der Hafen von Stanley für Fischerei- und Segelboote ist der wichtigste Fischereihafen auf der Nordwestküste von Tasmanien. Es gibt einen Golfplatz.

## Söhne und Töchter der Stadt
Joseph Lyons (1879–1939): 10. Premierminister Australiens, einziger Premierminister aus Tasmanien